# Hadestown
Hadestown es un musical con música, letra y libreto de Anaïs Mitchell. Cuenta una versión modernizada del antiguo mito griego de Orfeo y Eurídice.
La versión original del musical se estrenó en la ciudad de Barre, Vermont, en 2006, seguida de una producción en Vergennes, Vermont el mismo año y un tour entre Vermont y Massachusetts en 2007. Después del tour, Mitchell lo convirtió en un álbum conceptual y lo lanzó en 2010.
En 2012, Mitchell conoció a la directora Rachel Chavkin y las dos comenzaron a reorganizar la producción teatral, con canciones y diálogos adicionales. La nueva versión del musical, desarrollada para teatro y dirigida por Chavkin, se estrenó Off-Broadway en el teatro New York Theatre Workshop el 6 de mayo de 2016 y se duró hasta el 31 de julio. Siguiendo las producciones en Edmonton y Londres, el musical estrenó avances en Broadway en marzo de 2019.
La producción de Broadway se abrió con crítica positiva y recibió varios premios y nominaciones. En la 73.ª edición de los Premios Tony, Hadestown recibió 14 nominaciones (la mayor cantidad de la noche) y ganó ocho de ellas, incluyendo mejor musical y mejor banda sonora original.

## Números musicales
Fuente:
Acto I
- "Road to Hell" (Camino al infierno) – Hermes, Orfeo, Compañía
- "Any Way the Wind Blows" (Cualquier manera que el viento sopla) – Hermes, las Moiras, Eurídice, Orfeo
- "Come Home With Me" (Ven a casa conmigo) – Orfeo, Eurídice, Obreros
- "Wedding Song" (Canción de boda) – Eurídice, Orfeo, Obreros
- "Epic I" (Épica 1) – Hermes, Orfeo
- "Livin' it Up on Top" (Viviendo la vida arriba) – Hermes, Perséfone, Orfeo, Obreros
- "All I've Ever Known" (Todo lo que he conocido) – Eurídice, Orfeo, Hermes
- "Way Down Hadestown" (Bien abajo Hadestown) – Hermes, Perséfone, las Moiras, Obreros
- "A Gathering Storm" (Una tormenta se avecina) – Hermes, Eurídice, Orfeo, las Moiras
- "Epic II" (Épica 2) – Orfeo, Obreros
- "Chant" (Cántico) – Perséfone, Hades, Eurídice, Orfeo, Hermes, las Moiras, Obreros
- "Hey, Little Songbird" (Hey, ave cantora) – Hades, Eurídice
- "When the Chips are Down" – las Moiras, Eurídice, Hermes, Hades
- "Gone, I'm Gone" (Partí, me fui) – Eurídice, las Moiras
- "Wait for Me" (Espérame) – Hermes, Orfeo, las Moiras, Obreros
- "Why We Build the Wall" (Por qué construimos el muro) – Hades, Eurídice, Hermes, Perséfone, Compañía

Acto II
- "Our Lady of the Underground" (Nuestra dama del inframundo) – Perséfone, Compañía
- "Way Down Hadestown (repetición)" – Moiras, Eurídice, Hermes, Obreros
- "Flowers" (Flores) – Eurídice
- "Come Home With Me (repetición)" – Orfeo, Eurídice
- "Papers" (Papeles) – Hades, Hermes, Orfeo, Eurídice, Perséfone
- "Nothing Changes" (Nada cambia) – las Moiras
- "If It's True" (Si es verdad) – Orfeo, Hermes, Obreros
- "How Long?" (¿Cuánto más?) – Perséfone, Hades
- "Chant (repetición)" – Hermes, Hades, Orfeo, Perséfone, Eurídice, Obreros
- "Epic III" (Épica 3) – Orfeo, Hermes, Compañía
- "Promises" (Promesas) – Eurídice, Orfeo
- "Word to the Wise" (Consejo para el sabio) – las Moiras
- "His Kiss, the Riot" (Su beso, la revuelta) – Hades
- "Wait for Me (repetición)" – Hermes, Orfeo, Eurídice, Perséfone, Hades, las Moiras, Obreros
- "Doubt Comes In" (Entra la duda) – las Moiras, Orfeo, Eurídice, Obreros
- "Road to Hell (reprise)" – Hermes, Compañía
- "We Raise our Cups" (Levantamos nuestras copas) – Perséfone, Eurídice, Compañía

## Elencos
| Personaje  | Tour Vermont / Massachusetts 2007              | Álbum conceptual 2010                | Off-Broadway 2016                    | Edmonton 2017                                    | Londres 2018                                      | Broadway 2019                                       | Tour norteamericano 2021             |
| ---------- | ---------------------------------------------- | ------------------------------------ | ------------------------------------ | ------------------------------------------------ | ------------------------------------------------- | --------------------------------------------------- | ------------------------------------ |
| Orfeo      | Ben Campbell                                   | Justin Vernon                        | Damon Daunno                         | Reeve Carney                                     | Reeve Carney                                      | Reeve Carney                                        | Nicholas Barasch                     |
| Eurydice   | Anaïs Mitchell                                 | Anaïs Mitchell                       | Nabiyah Be                           | T.V. Carpio                                      | Eva Noblezada                                     | Eva Noblezada                                       | Morgan Siobhan Green                 |
| Hermes     | Ben T. Matchstick                              | Ben Knox Miller                      | Chris Sullivan                       | Kingsley Leggs                                   | André De Shields                                  | André De Shields                                    | Levi Kreis                           |
| Hades      | David Symons                                   | Greg Brown                           | Patrick Page                         | Patrick Page                                     | Patrick Page                                      | Patrick Page                                        | Kevyn Morrow                         |
| Perséfone  | Miriam Bernardo                                | Ani DiFranco                         | Amber Gray                           | Amber Gray                                       | Amber Gray                                        | Amber Gray                                          | Kimberly Marable                     |
| Las Moiras | Sarah-Dawn Albani Lisa Raatikainen Nessa Rabin | Petra Haden Tanya Haden Rachel Haden | Lulu Fall Jessie Shelton Shaina Taub | Jewelle Blackman Kira Guloien Evangelia Kambites | Carly Mercedes Dyer Rosie Fletcher Gloria Onitiri | Jewelle Blackman Kay Trinidad Yvette Gonzalez-Nacer | Belén Moyano Bex Odorisio Shea Renne |

### Reemplazos destacados
Broadway (2019–)
- Hades: Tom Hewitt[8]
- Perséfone: Lana Gordon
- Hermes: Lillias White[9]

North American Tour (2021–)
- Perséfone: Maria-Christina Oliveras, Lana Gordon
- Hermes: Nathan Lee Graham